# Филип Трифонов
Филип Иванов Трифонов е български филмов и театрален актьор.

## Биография

### Образование
Завършва средното си образование в 34 гимназия в София. Висшето си образование завършва във ВИТИЗ „Кръстьо Сарафов“ (1969 – 1973), където учи актьорско майсторство за драматичен театър в класа на Апостол Карамитев. Отбива военната си служба (1965 – 1967) в Армейската школа за високо спортно майсторство „Чавдар“, София, специалност „Ски алпийски дисциплини“.

### Кариера
Работи като асистент-оператор в СИФ „Бояна“ (1967 – 1969).
Работи като актьор в Драматичен театър „Н. Й. Вапцаров“ в Благоевград (1973 – 1976), в Театър „София“ (1976 – 1978), СИФ „Бояна“ (1978 – 1990), Държавен Сатиричен театър (2005 – 2011), Народен театър „Иван Вазов“ (2011 – 2017) и Театър 199.
Член на Съюза на българските филмови дейци (1973).
Почетен гражданин на София от 2017 година.
През 70-те и 80-те години на XX век изиграва главни роли в знакови за българското кино филми. Той е актьорът, участвал в най-много награждавани филми. Репликата му „Една боза от 6 стотинки“ от филма „Момчето си отива“ е считана за култова до днес, 50 години след като я произнася. Безмълвните сцени, в които си партнира с голямата актриса Невена Коканова ще останат в „златния ни архив“. „Тогава тя ме целуна в кадър и, като „целунат от Невена“, продължих, бих казал главоломната си кариера в киното, колкото и нескромно да звучи. Филмът „Момчето си отива“ напълни кината и пожъна голям успех“.
Тя остава и най-известната, изстрелва кариерата му нагоре в голямото българско кино, където изпълнява запомнящи се роли и доказва изключителния си талант, следвайки урока на своя учител да ги подбира много внимателно – „Като песен“, „Преброяване на дивите зайци“, „Оркестър без име“, „Не си отивай!“, „Адио, Рио“, „Селцето“, „Забравете този случай“, „Защитете дребните животни“ и много други, над 39 кинотворби. Сред театралните изяви на актьора са постановките „По-големият син“ от Александър Вампилов, „Музика от Шатровец“, режисьор Любен Гройс, „Сняг над кедъра“ от Иван Буковчан, „Двама на коне и един на магаре“ от И. Данек, „Здравей и сбогом“ от Атол Фюгард, „Жестоки игри“ от Алексей Арбузов, „Полицаите“ от Славомир Мрожек, „Подземният“ от Христо Бойчев, „Политикани“ от Рачо Стоянов, „Тапетите на времето“ от Константин Павлов, „Памид“, автор, режисьор и актьор, „Брехтиада“ с режисьор Юлия Огнянова, „Позорище“ от Сверак и Смоляк, „Тестостерон“ от Анджей Сарамонович, „Детектор на лъжата“ от Василий Сигарев, „Чайки пият чай“ от Ал. Мардан, „Сако от велур“ от Станислав Стратиев.
Съосновател е на Естествен театър „Трифоноф & Гундеров“.
Принципи на Естествения театър:
Естественият театър „Трифоноф & Гундеров“ е новаторски по отношение на съществуващите театрални практики в България. Създаден през 90-те години на миналия век, той поставя ролята на автора като основна. Текстът е определящ за самоизграждащата структура на играещия, който е едновременно и автор, и актьор. Претенциите за „влизане в роля“ и „представяне на образ“ чрез актьорски превъплъщения е заменено от интерпретацията на собствения авторския текст и произлизащите от него мотиви и вариации.
Трифонов и Гундеров създават собствени авторски произведения („Западна Германия – отечество мое“, „Тя“, „Памид“, „Фиаско“, „Леки четива“, „Завещанието на Марко Тотев“ и др., които сами интерпретират в театрални зали или обособени театрални пространства („Отвъд алеята, зад шкафа“, „Жълтата крава“, „Магазин за паркети“ и др.) като не се отказват от принципите на „живия текст“, с който реагират на всякакви обстоятелства и често го допълват с нови фрагменти, в които чувството за хумор е задължително. Поради постоянните нововъведения в текстовете, всяко представление е възприемано като своеобразна „репетиция с публика“. Създателите на този тип нови театрални форми споделят, че „живият театър със сигурност се различава от добре гримираните спектакли, които наподобяват на хора в ковчези“ и често отправят критики към „официалния театър“, в които „сценичният пушек не може да прикрие фалша и маниерността“.
Често спектаклите започват с лекция, която рефлектира основните принципи на авторската им линия, според която „естественият театър е предназначен за естети, а изкуственият за изкуствоведи“. Дължината на отделните спектакли варира, според „количеството забравен текст от страна на актьора“, или се „съобразява с разписанието на градския транспорт, което да улесни зрителите да не изпуснат последното за деня превозно средство“. Антрактът е слаган в края на спектакъла, за да „могат зрителите да си мислят, че са гледали цялото представление, а всъщност са си тръгнали по средата“.
Изненадващо за зрителите, в края на спектаклите, бива канен случаен посетител или непознат човек, който да приеме финалните поклони, а така също не са забранявани и случайните телефонни обаждания по време на представлението, с единствената молба „този, който говори по телефона да не шепти, а да направи разговора, който води, достъпен за всички в залата, за да могат присъстващите също да се включат в него.“
Естественият театър „Трифоноф и Гундеров“ създава и авторски версии и на класически произведения или пиеси като „Аудиенция“, „Позорище“, „Покоряването на северния полюс“, „Тримата мускетари“ и др.
Авторски спектакли на ЕТ „Трифоноф и Гундеров“ са гостували в редица европейски столици (Будапеща, Прага, Словакия, Австрия), а така също и в Канада (Торонто, Монреал) и Русия.
Професор Божидар Манов, ръководител катедра „Кинознание“ в НАТФИЗ, казва пред БНТ, че Филип Трифонов в 5 – 6 филма от 70-те години е създал самостоятелен образ в пантеона на филмовите персонажи – момчето. Неслучайно наименованието се залепва за него не само заради заглавието на филма „Момчето си отива“.
През 1971 година Георги Дюлгеров го кани в малкия филм-новела „Изпит“ по разказ на Николай Хайтов.
Героят му е също едно момче в друго историческо време, в друг културен контекст, в друг конфликт. Там вече се подсказва, че има такъв персонаж, който съществува във всяко време и епоха, и се развива и то благодарение на такива емблематични примери. „Момчето си отива“, великолепният филм по сценарий на Георги Мишев и с режисьор Людмил Кирков е последван от „Преброяване на дивите зайци“ на режисьора Едуард Захариев, по сценарий на Георги Мишев през 1973 година.
През същата година Ирина Акташева и Христо Писков правят филма „Като песен“, също друго историческо време – след 9 септември 1944 година, други конфликти, други социални и политически характеристики, но и там той е отново едно момче, момчето със своите основни характеристики – ведра чистота. Филип Трифонов повтаря това и в „Оркестър без име“ на режисьора Людмил Кирков и по сценарий на Станислав Стратиев през 1981 година, т.е. това е едно десетилетие, в което той прави емблематични за поколението филми и създава образа на момчето като поколенчески образ. „Филип успя със своята актьорска пластика. Тя е в привидно сдържано лице, но киното обича такива актьори, то харесва такъв тип поведение в едрите планове и с много дискретен хумор, благодарение, разбира се и на неговите автори. Държа да подчертая, той създаде образа на момчето като поколенческа емблема, но зад този образ стоят авторите, талантливите сценаристи, споменах Георги Мишев, Станислав Стратиев, режисьори като Людмил Кирков и Едуард Захариев. Актьорът е пред камерата и пред екрана, той дава лице, характер, душевност, съдба на своите персонажи и затова остава момчето с главна буква. Не се изненадах, че всички медии тези дни излязоха с каламбур с „Момчето си отиде““.

### Личен живот и смърт
Има две деца – Александра Трифонова, доктор по Византийско изкуство и Мартин Трифонов, скулптор.
Филип Трифонов умира на 73 години от сърдечен удар на 6 януари 2021, в деня на Богоявление.
Поклонението се състои на 9 януари от 11:00, в храма Свети Седмочисленици (София). Сред присъстващите са: Катерина Евро, Павел Поппандов, Георги Мамалев, Сашка Братанова, Теди Москов, Славчо Пеев, Антон Радичев, Стефан Мавродиев, Тончо Токмакчиев, Елин Рахнев, Ивайло Герасков, Милена Живкова, Димитър Бочев, София Бобчева, Евгений Михайлов, Влади Въргала, Коста Биков, Албена Александрова, Николай Гундеров, Росица Обрешкова, Ути Бъчваров и много други. В 12 часа големият актьор беше изпратен с дълги ръкопляскания от последната негова публика, дошла да изрази почитта си пред таланта му, пред харизматичната му свободна личност.

## Награди и отличия
- Награда „на критиката“ за новелата „Изпит“ на ФБИФ „Златна роза“ (Варна, 1971).
- Награда „на журито“ за новелата „Изпит“ на Международния кинофестивал в (Локарно, Швейцария 1971).
- Наградата „за филм“ за „Като песен“ (Варна, 1972).
- Награда „на критиката“ за филма „Като песен“ (Варна, 1972).
- Награда „на критиката“ за филма „Момчето си отива“ (Варна, 1972).
- „II награда“, „награда на критиката“ и „наградата на ФИПРЕСИ“ за филма „Преброяване на дивите зайци“ (Варна, 1973).
- „II награда“ за филма „Преброяване на дивите зайци“ на Международния кинофестивал в (Локарно, Швейцария 1974).
- Наградата „на кинокритиката“ за филма „Силна вода“ на ФБИФ „Златна роза“ (Варна, 1976).
- „Специална награда на журито“ за филма „Силна вода“ на Международния кинофестивал в (Локарно, Швейцария 1976).

Лични:
- „II награда“ „на критиката“ за ролята на (следовател Андреев) и за филма „Забравете този случай“ (Варна, 1994).
- Почетен гражданин на София (2017).[6]
- Златна книга
- Златно перо
- Златен век

## Филмография
| Година      | Филми и Сериали                                                     | Серии  | Копродукции         | Роля                                                                |
| ----------- | ------------------------------------------------------------------- | ------ | ------------------- | ------------------------------------------------------------------- |
| 2018        | Малко късмет за по-късно                                            |        |                     | Фипо                                                                |
| 2017        | Моторът                                                             |        |                     | депутат                                                             |
| 2017        | Момичето                                                            |        |                     | охранител                                                           |
| 2013 – 2014 | Шменти капели: Легендата                                            | 15     |                     | Спахийски                                                           |
| 2008        | Семейна терапия                                                     |        |                     |                                                                     |
| 2007        | Самотни сърца                                                       |        |                     | Митко „Пощата“                                                      |
| 2006        | Маймуни през зимата                                                 |        | България / Германия | моториста                                                           |
| 2002        | Рапсодия в бяло                                                     |        |                     | директорът                                                          |
| 1994        | Гори, гори огънче                                                   | 4      |                     | кметът бай Васил – „Дякона“                                         |
| 1993        | „Монтуриол, владетелят на света“ – („Monturiol, el senyor del mar“) |        | Испания             | Касалс                                                              |
| 1991        | Бай Ганьо тръгва из Европа                                          |        |                     | Бодков                                                              |
| 1991        | Бай Ганьо                                                           | 4      |                     | Бодков (в 1 серия: IV)                                              |
| 1991        | Мадам Бовари от Сливен                                              |        |                     | режисьора Петко Деспотов                                            |
| 1990        | Под игото                                                           | 9      | България / Унгария  | Генко Гинкин                                                        |
| 1990        | Разходки с ангела                                                   |        |                     | Стефан                                                              |
| 1989        | Живей опасно                                                        |        |                     | Симеончо Борисов                                                    |
| 1989        | Адио, Рио                                                           |        |                     | архитект Стоев                                                      |
| 1989        | 1952: Иван и Александра                                             |        |                     | очилатият                                                           |
| 1988        | АкаТаМус                                                            |        |                     | Страхил Цветков, шеф на жури                                        |
| 1988        | Защитете дребните животни                                           |        |                     | „Блаже“ – Благой Благоев, импресарио на естрадни певци              |
| 1987        | Живот до поискване                                                  |        |                     | Мартин                                                              |
| 1986        | Ешелоните                                                           |        |                     | Янко                                                                |
| 1985        | Забравете този случай                                               |        |                     | младият следовател лейтенант Андрей Андреев                         |
| 1984        | Спасението                                                          |        |                     |                                                                     |
| 1982        | Отражения                                                           |        |                     | Кирил                                                               |
| 1982        | Лавина                                                              |        |                     | „поета“                                                             |
| 1982        | Оркестър без име                                                    |        |                     | Филип                                                               |
| 1981        | Кръвта е по-гъста от водата                                         |        |                     | Пиер Ланжан                                                         |
| 1979        | Ловен сезон                                                         |        |                     | нелегалният                                                         |
| 1978        | Селцето (ТВ вариант)                                                | 5      |                     | Велин, ремсисткия лидер                                             |
| 1978        | Селцето (кино вариант)                                              | 2      |                     | Велин, ремсисткия лидер                                             |
| 1978        | Инструмент ли е гайдата?                                            |        |                     | Колето, редник                                                      |
| 1977        | Барутен буквар (филм)                                               |        |                     | войничето                                                           |
| 1976        | Не си отивай!                                                       |        |                     | Ран                                                                 |
| 1975        | Силна вода                                                          |        |                     | Флори                                                               |
| 1974        | На чисто                                                            |        |                     | Чурека                                                              |
| 1973        | Преброяване на дивите зайци                                         |        |                     | младият инженер                                                     |
| 1973        | Последната дума                                                     |        |                     | студентът                                                           |
| 1973        | Като песен                                                          |        |                     | Тинко (Христо) ремсист, член на Младежката революционна организация |
| 1974        | Гардеробът                                                          |        |                     | Радослав-„Славчо“                                                   |
| 1972        | Момчето си отива                                                    |        |                     | Ран                                                                 |
| 1971        | Шарен свят                                                          | 2 нов. |                     | майстор Лию (в новелата Изпит)                                      |

- „Ваш даскал Апостол“ (2006) – документален

## Избрани роли в театъра
- „Двайсет минути с ангела“ (Александър Вампилов) Закупчик
- „По-големият син“ (Александър Вампилов) Васенка
- „Здравей и сбогом“ (Атол Фюгард) Джони
- „Жестоки игри“ (Алексей Арбузов) Никита
- „Полицаите“ (Славомир Мрожек) Полицай
- „Подземният“ (Христо Бойчев) Съпругът
- „Политикани“ (Рачо Стоянов) г-н Станчо Квасников
- „Аудиенция“ (Вацлав Хавел) Сладек
- „Западна Германия-Отечество мое“ (Ф.Трифонов) stand up comedy
- „Tапетите на времето“ (Константин Павлов) Служител ДС
- „Позорище“ (Сверак и Смоляк) Театрал
- „Тестостерон“ (Анджей Сарамонович) Бащата
- „Детектор на лъжата“ (Василий Сигарев) проф. Лебедев
- „Сако от велур“ (Станислав Стратиев) Иван Антонов
- „Чайки пият чай“ (по Ал. Мардан) Директор на театър